# 路易吉·甘納
路易吉·甘納（義大利語：Luigi Ganna，1883年12月1日—1957年10月2日）是一名義大利職業公路自行車賽車手。他是1909年舉行的第一屆環意自行車賽的總冠軍，也是該年米蘭–聖雷莫經典賽的第一位義大利冠軍。他職業生涯的其他亮點是在1908年環法自行車賽中獲得第五名，並在義大利經典賽事中多次登台領獎。1908年，他創造了新的義大利一小時記錄，並保持六年。
甘納出生於倫巴第大區瓦雷澤附近的因杜諾奧洛納。在成為職業自行車手之前，他曾是一名瓦工，騎自行車上下班的距離長達100公里。

## 書目
- Gregori, Claudio.  [Luigi Ganna—The romance of the winner of the first Giro d'Italia in 1909]. Cassina de' Pecchi (Milan), Italy: Edizioni Roberto Vallardi. 2009. ISBN 978-88-95684-23-9 （意大利语）.